# 北美黄连碱
北美黄连碱（Hydrastine）是一种生物鹼，分子式C
21H
21N
1O
6，1851年由Alfred P. Durand发现。其水解得白毛莨分碱的反应在1910年代曾为拜耳公司合成止血药的一项专利。该化合物存在于金印草（又称北美黄连）等毛茛科植物。

## 全合成
羅伯特·魯賓遜等人于1931年首次完成了北美黄连碱的全合成，然而包括之后的研究，合成内酯酰胺这个关键中间体（下图的化合物4）的步骤均不甚理想。 直到1981年，J. R. Falck等人发表的一条四步反应的全合成路径才解决这个问题，关键步骤应用了Passerini反应：
从起始物苄基溴出发，乙腈碳负离子烷基化得异腈中间体(2)，与化合物(3)的分子间Passerini反应得到内酯酰胺(4)。使用三氯氧磷脱水的合环反应，然后催化氢化构建四氢异喹啉环。最后，与甲醛的还原胺化得到叔胺产物。